# Коломієць Ростислав Григорович
Ростисла́в Григо́рович Коломі́єць (нар. 16 травня 1942, Кустанай) — український драматург, режисер, театральний діяч, історик театру та критик, педагог та перекладач.

## Звання і відзнаки
- 1976 — кандидат мистецтвознавства,
- 1982 — лауреат премії Спілки театральних діячів України (у галузі театральної критики),
- 1995 — премії «Київська пектораль»,
- 1997 — член-кореспондент Національної академії мистецтв України,
- 1998 — лауреат премії ім. І. П. Котляревського,
- 2001 — заслужений діяч мистецтв України,
- 2005 — професор (Київського національного університету театру, кіно і телебачення ім. І. К. Карпенка-Карого). Член Національної спілки театральних діячів України.
- 1986 — медаль «Ветеран праці»,
- 2005 — Золота медаль Академії мистецтв України.

## Життєпис
1965 року закінчив навчання на режисерському відділенні Київського державного інституту на курсі Л. А. Олійника.
У 1966—1986 роках працює режисером-постановником: Тернопільського музично-драматичного театру, по тому — Київського українського академічного драматичного театру ім. І. Франка. В тому ж часі — з 1976 — працює художнім керівником режисерських курсів Київського національного університету театру, кіно і телебачення. Серед його учнів — Дмитро Чиборак, народний артист України.
В цілому здійснив постановку більш чим 30 вистав у театрах України та за її межами, з них:
- «Волинщик із Стракониць» Й. Тила,
- «Жарти жартами» О. Підсухи,
- «Життя прекрасне!» — за мотивами оповідань А. Чехова,
- «Каса маре» Й. Друце,
- «Майська ніч» М. Старицького та М. Лисенка,
- «Суєта» І. Карпенка-Карого.

Написав понад 300 праць по історії театру (англійською, російською, українською мовами), з них монографії:
- «Момент істини»,
- «Портрет режисера в інтер'єрі часу»,
- «Пристрасті за Богданом»,
- «Прогулянки з Командором»,
- «Театр Саксаганського і Карпенка-Карого»,
- «Франківці».

З його перекладів:
- «Мертві душі» М. Гоголя,
- «Брати Карамазови» Ф.Достоєвського,
- «Пер Гюнт» Г. Ібсена,
- «№ 13» Р. Куні,
- «Моє життя в мистецтві» Станіславського,
- «Гамлет» В. Шекспіра.

Поставлені на українських сценах та за кордоном п'єси «Життя прекрасне!» та «Сімейні радощі з ранку до світанку».
В 1994—2002 роках керував одним з управлінь Міністерства культури і мистецтв України.
Від 2002 року — вчений секретар театрального відділення Академії мистецтв України.
Від 2004 року входить до складу Наукової громадської ради при Вищій атестаційній комісії України.
Серед надрукованих робіт:
- «Театр Саксаганського і Карпенка-Карого», 1984,
- «Сергій Данченко: портрет режисера в інтер'єрі часу», 2001,
- «Традиції, канони і новації українського театру. Початок XIX-початок XX ст.», 2008,
- «Золотий ключик до країни щастя», 2008